# Psaupsau
Psaupsauo (Psaupsau), jedno od starih plemena Coahuiltecan Indijanaca koji su u 18. stoljeću živjeli na misiji San Antonio de Valero u Teksasu. Hodge i Swanton nazivaju ih Psaupsau.
Margery H. Krieger misli da bi mogli biti identični s plemeom Patzau.